# 牧野慎二
牧野 慎二（まきの しんじ、1968年3月24日 - ）は、北陸朝日放送(HAB)のアナウンサー。
神奈川県横浜市出身。神奈川県立横須賀高等学校、横浜国立大学経済学部を卒業後、1991年HABの開局とともに入社。

## 担当番組

### 現在
- 高校野球中継 - 実況（1992年 - ）
- ふむふむ（2023年4月5日 - 水曜MC、2023年4月3日 - #ふむふむword担当）
- ANNニュース（土曜・日曜昼のローカルニュース、シフト勤務）
- ANNスーパーJチャンネル（土曜・日曜夕方のローカルニュース、シフト勤務）

### 過去
- HAB Uライン
- HABニューススカッシュ（2016年4月以降は担当していない）
- HABワイドステーション（1995年10月2日 ‐ 1998年3月27日・月曜 ‐ 水曜→月曜 ‐ 金曜）
- HABイブニングリポート（1998年3月30日 ‐ 1998年9月・月曜 ‐ 木曜）
- HAB健康の館（毎月第3火曜 19:00、現在は終了）
- HABスーパーJチャンネルキャスター（1998年10月 - 2004年8月・月曜‐水曜→2004年9月 ‐ 2011年3月・月曜 - 木曜、2014年4月 ‐ 2016年3月・月曜 ‐ 火曜）
- HABスーパーJチャンネル金曜版→HABスーパーJチャンネル金曜BAN（2004年9月 ‐ 2010年3月、2010年10月 ‐ 2011年3月・メイン司会）
- 土曜はドキドキ （2011年4月 - 2013年5月・メイン司会）
- 2時はどきどき5ch （2016年4月 ‐ 2019年3月・月曜 - 木曜MC、2017年3月までは月曜‐金曜）
- DokiDokiてれび（1998年4月 ‐ 2012年3月、ナレーション）
- ふるさとCM大賞 - MC
- HAB開局30周年記念番組「TVが好きだっ！3時間生放送」（2021年10月2日・メイン司会）[2]
- ギュッ!と石川 ゆうどきLive - 2022年4月7日 - 2023年3月24日・木曜 - 金曜MC（2019年4月 ‐ 2020年3月は月曜 ‐ 木曜MC、2021年3月は月曜 ‐ 水曜MC、2022年3月までは月曜 ‐ 金曜MC）

## その他
- ふるさとバンザイ!（2014年4月12日、BS朝日）